# Carl Erbschloe

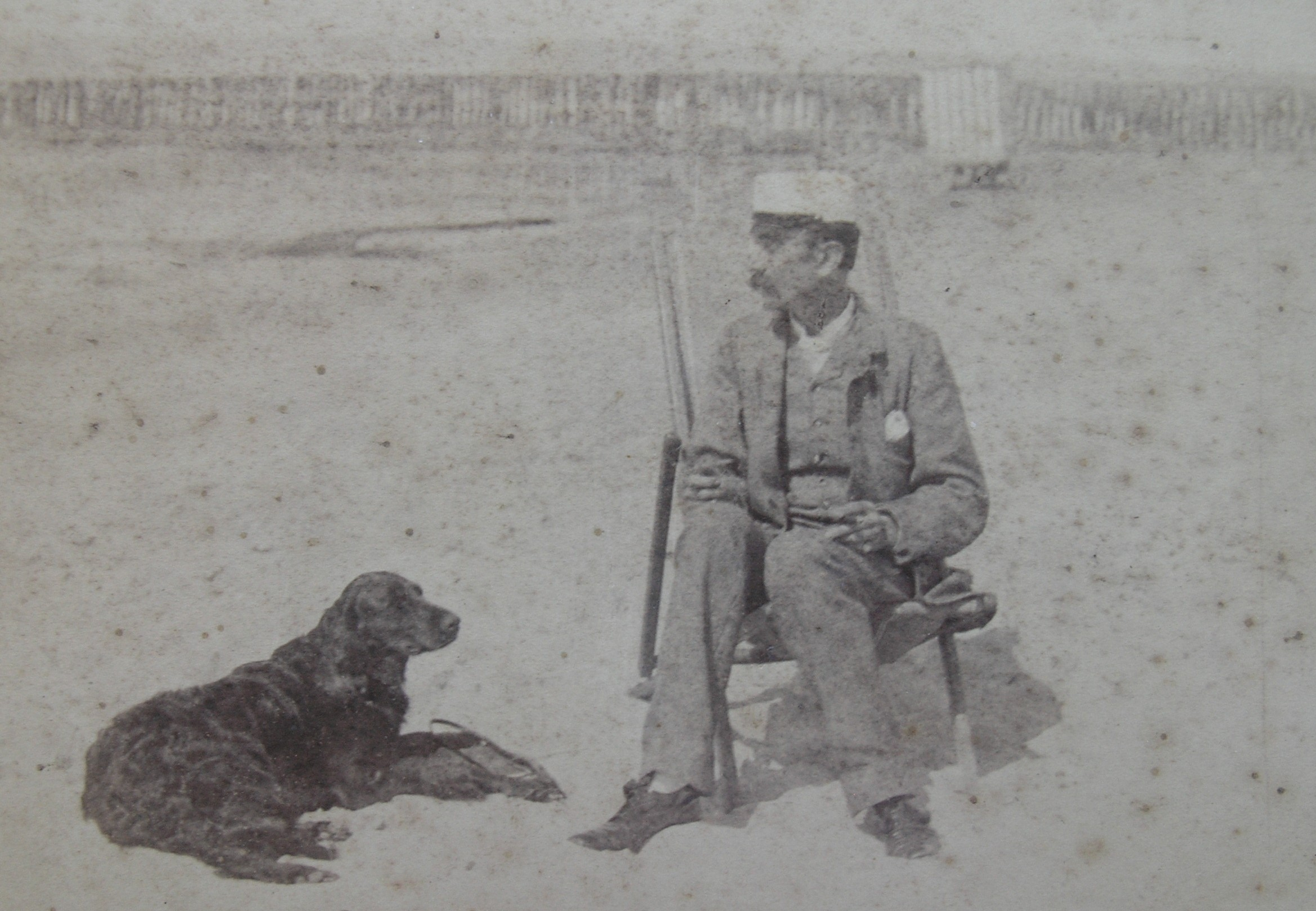
Charles Erbschloe op het strand in Domburg, circa 1892

Carl of Charles Erbschloe (Elberfeld, 17 april 1847 – Wiesbaden, 3 januari 1902), zoals hij zijn naam meestal schreef, was een vooraanstaande, maar als zonderling ervaren, Duitse badgast in Domburg, waar hij eigenaar was van het tegenwoordige rijksmonument het huis Carmen Sylva. Hij schonk een kleine verzameling 19e-eeuwse schilderijen aan het zijn geboorteplaats Elberfeld, vandaag Wuppertal die heden deel van het Von der Heydt-Museum zijn.
Erbschloe was als wees opgevoed door een oom en tante, maar van deze pleegouders is hij later verwijderd geraakt. In Domburg ging het verhaal dat hij geweigerd had te vechten in de Frans-Duitse oorlog en daarom naar Brussel was uitgeweken. Hij moet op jonge leeftijd eigenaar zijn geworden van de messen- en scharenfabriek de Weduwe C. Erbschloe die hij later van de hand heeft gedaan om, in plaats van als fabrikant, als rentenier door het leven te gaan. Reeds het eerste nummer van het Domburgsch Badnieuws in 1883 noemt Erbschloe als 'aangekomen vreemdeling' in Het Schuttershof. Hij is dus niet in de slipstream van Dr. Mezger in Domburg verzeild geraakt, zoals wel wordt gesuggereerd, hoewel hij vast van het bestaan van deze wonderdokter op de hoogte is geweest. Het eerste gepubliceerde succes van Metzger was een in de Rhein- und Ruhrzeitung verhaalde genezing van een 'verlamde' dame uit één der 'eerste' families van Elberfeld.
Na het seizoen van 1887 neemt Erbschloe direct na oplevering de door de architect J.J. van Nieukerken gebouwde Villa Maria over van zijn landgenoot Franz Aldenbruck. Het is de eerste villa in de duinen van Domburg en hij staat nog steeds aan zee op de kop van de Noordstraat. Nederlanders, beter bekend met het risico van duinafslag en wellicht wat minder romantisch aangelegd als het om de zee gaat, bouwden hun buitenhuizen liever in de beschutting van het duin. In de zomer van 1889 is Erbschloe al zo ingeburgerd dat hij met een gezelschap Middelburgse en Rotterdamse notabele heren met het raderschip s.s. Prins Willem van Oranje van de Stoomvaart Maatschappij Zeeland een uitstap maakt naar Engeland om de aankomst van de Duitse keizer Wilhelm II op het jacht Hohenzollern en de Spithead Naval Review mee te maken. Er wordt een mooie kunstplaat van gemaakt die alle reisgenoten signeren.

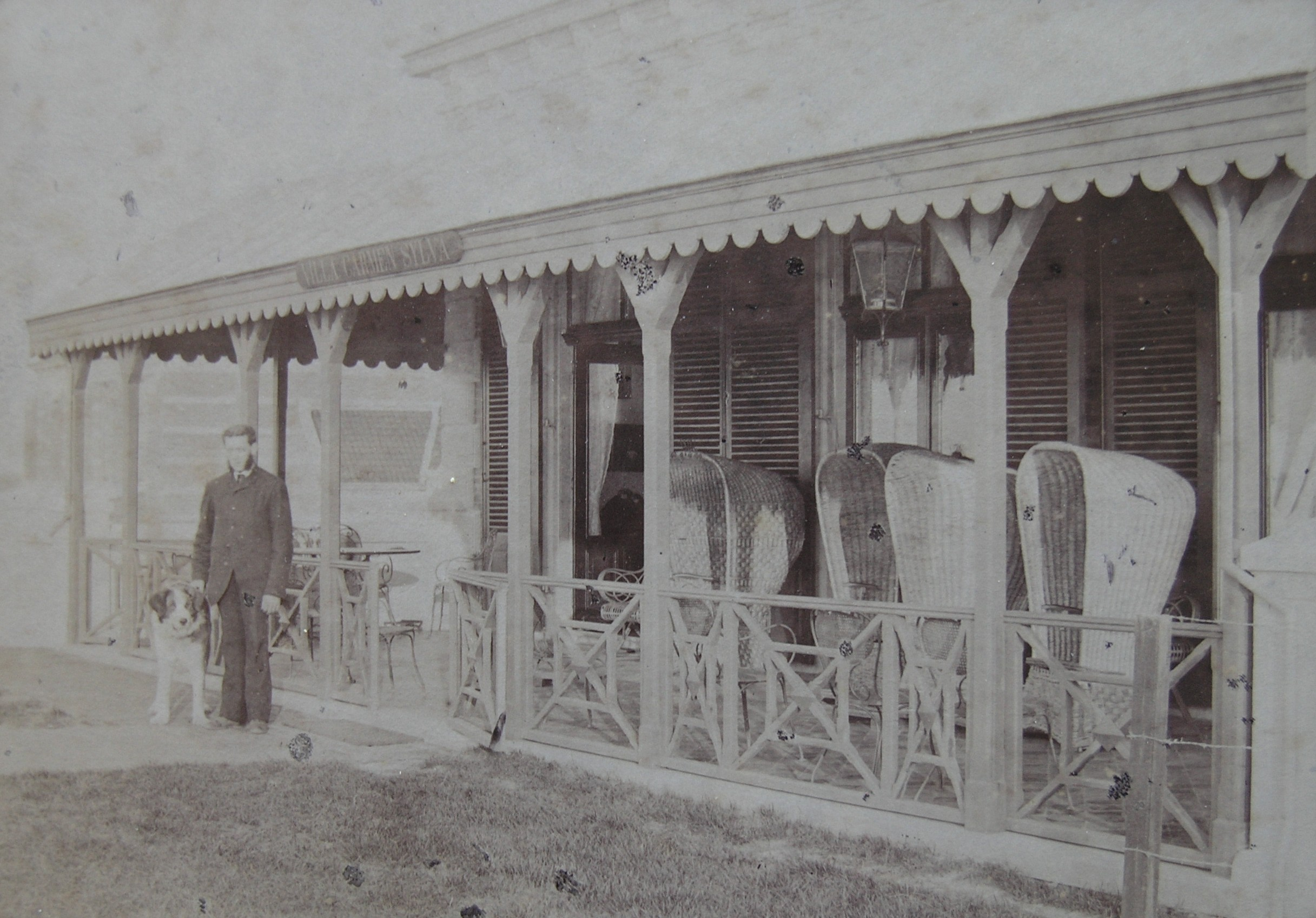
Carmen Sylva met mogelijk Ernst Loges (1892).

Bij terugkomst wacht Erbschloe in Domburg het bezoek van koningin Elisabeth van Roemenië. Zij genoot in die tijd wereldfaam als schrijfster van Roemeense sprookjes en volksverhalen en publiceerde die onder het pseudoniem Carmen Sylva. In de septembermaand die zij in Domburg doorbracht, sierde haar portret de voorpagina van het Amerikaanse tijdschrift The Cosmopolitan. Tijdens haar bezoek aan Domburg logeerde zij in de niet meer bestaande Villa Duinoord. Vanwege het mooie uitzicht op zee ging zij in op Erbschloes uitnodiging om overdag gebruik te maken van zijn Villa Maria. Aan het eind van de zomer onthulde zij bij dit huis een steen met de tekst: Auf unsrer Düne lassen wir all unsern Sang und Klang zurück - zum Wiederfinden! Domburg 18 Sept. 89. Carmen Sylva - van welke goede bedoeling nooit meer iets is gekomen - en benoemde zij Erbschloe tot ridder in de Orde van de Kroon van Roemenië. Een betrekkelijk eenvoudig te verdienen onderscheiding moet dat dus zijn geweest. De vergulde Erbschloe hernoemde zijn huis Villa Carmen Sylva en bemachtigde bovendien een vergrote versie van het portret dat op de voorpagina van The Cosmopolitan was geplaatst of misschien wel het origineel daarvan. Dokter Mezger had het van terracotta gemaakte borstbeeld van de koningin gekregen, dat de kunstenaar Carl Cauer in 1879 in Boekarest maakte om naar voorbeeld daarvan in zijn atelier in Bad Kreuznach de officiële marmeren buste te houwen die door Ceaușescu vooralsnog schijnt zoekgemaakt te zijn.
In de publicatie van Jan Warners (zie bronnen) haalt de dichter J.C.J. van Schagen herinneringen op aan Erbschloe die tot aan zijn dood in 1902 's zomers langdurig in Domburg verbleef. Kennelijk wilde hij met de krul van zijn wandelstok weleens in goedhartige aanvaring komen met de Domburgse jeugd. Hij verplaatste zich in die tijd met een jonge knecht die met een deken, maar in hetzelfde pak als zijn baas, op enige afstand achter hem liep. Deze Ernst Ewald Loges komt volgens het Domburgsch Badnieuws vanaf 1892 met Erbschloe mee naar Domburg uit wisselend Brussel of Elberfeld, maar wordt in dat blad nimmer afgedaan als naamloze bediende, zoals dat bij andere heren gebeurt die met een knecht reizen, maar altijd als een badgast met eigen naam. Uit een bij de Middelburgse ontvanger geregistreerde memorie van successie van 12 september 1902 blijkt Erbschloe zijn geboorteplaats Elberfeld tot zijn erfgenaam te hebben benoemd, onder last van een aanzienlijke jaarlijkse lijfrente voor Loges waarvan de hoogte eerder met een ministerssalaris te vergelijken is dan met een afvloeiingsregeling. In Elberfeld verschijnt een in memoriam in de krant waarin Erbschloe als weldoener der armen wordt herdacht. Hij deed in Elberfeld, kennelijk naar voorbeeld van een eerder door zijn oom gesticht Erbschloe fonds, weleens bescheiden schenkingen, zoals hij in Domburg de muziek van Apollo soms ondersteunde.
Verder liet hij aan het Von der Heydt-Museum in Wuppertal een verzameling van een 20 tal schilderijen na waarmee hij in twee 'salons' op het Domburgse duin een klein museum had volgehangen. Het zijn Duitse en Brusselse werken van Romantisch en Biedermaier snit die ons nu weinig meer boeien en in zijn eigen tijd misschien ook niet tot de beste werken behoorden. Als contrast met de moderne zwier die Toorop onmiddellijk na deze tijd in Domburg zou brengen, is het toch aardig om ze te inventariseren volgens mededeling gedaan aan schrijver dezes in 2001 door de directeur van dat museum. Hij vermaakte ze overigens al in 1898 aan het museum, maar kennelijk zijn ze blijven hangen tot het afwikkelen van de boedel wat tot 1907 zou duren, want de familie schijnt het met de gang van zaken niet eens te zijn geweest.

## Schilderijen Charles Erbschloe (Domburg 1898)

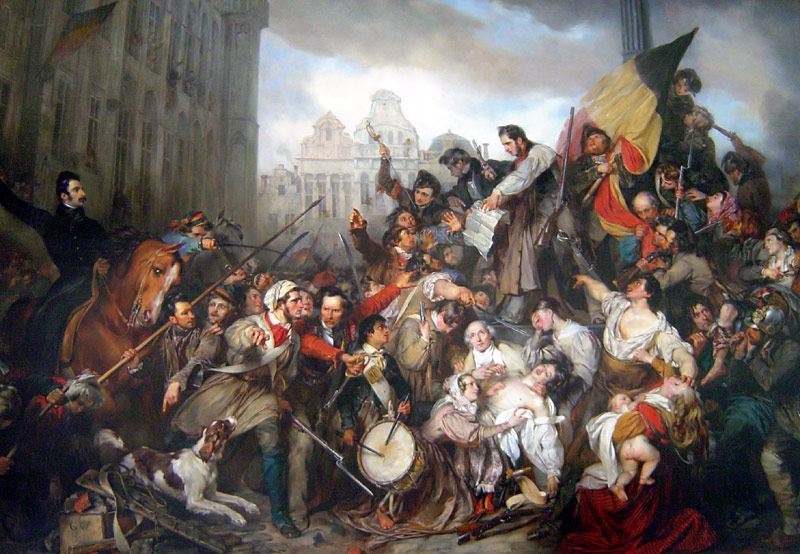
Gustaaf Wappers,De Belgische revolutie (1834).

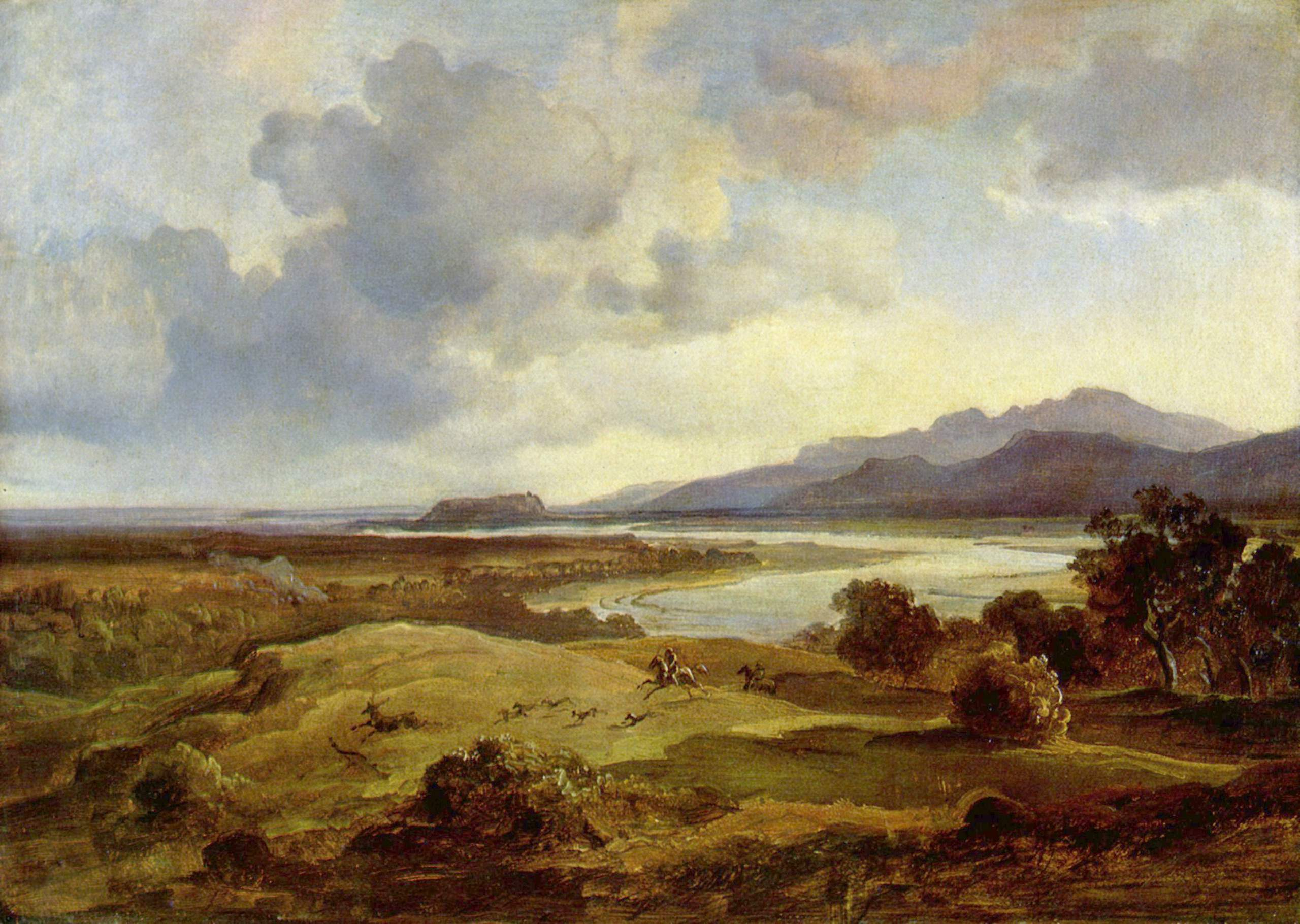
Carl Rottmann, Inntal bei Neubeuern (1823).

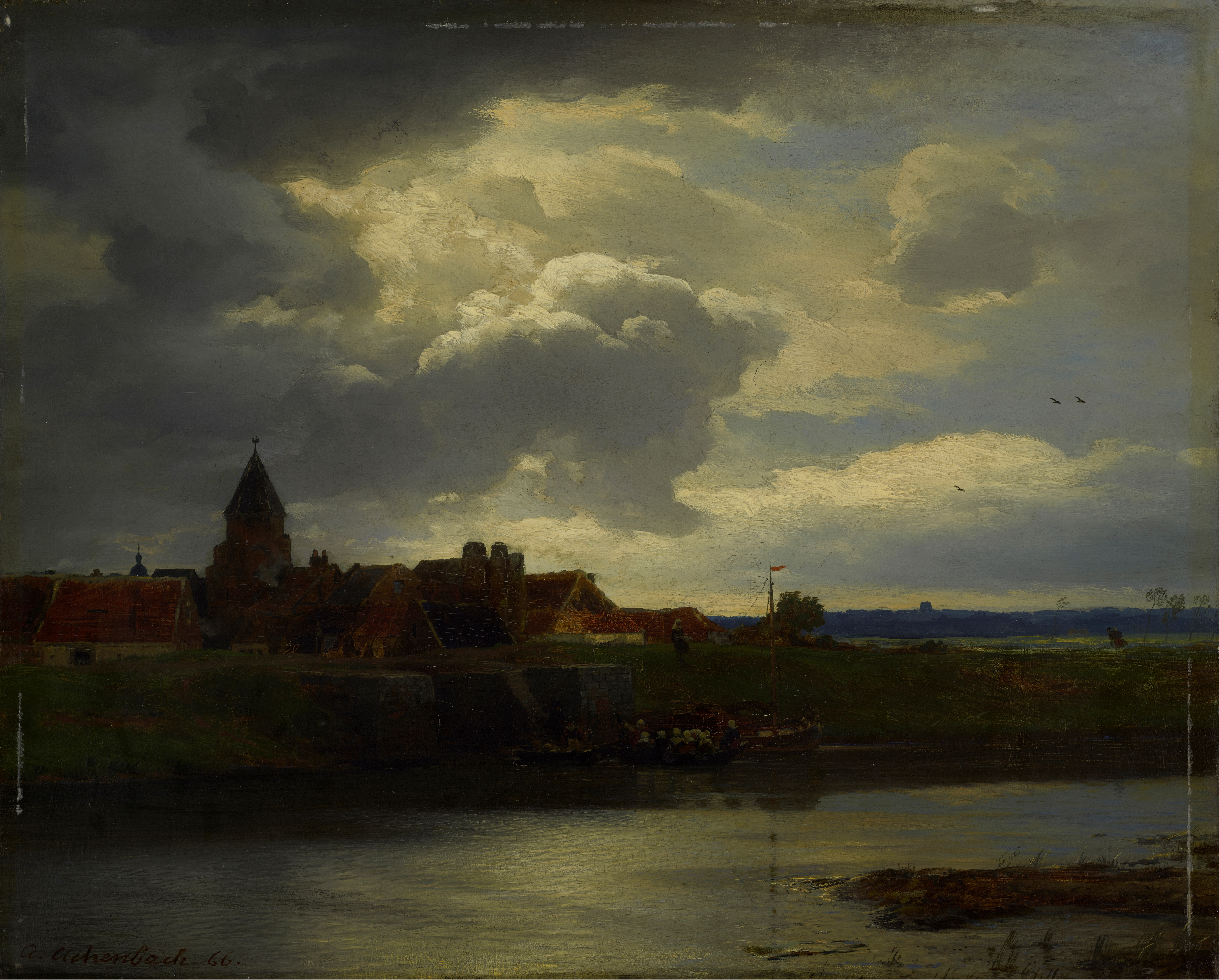
Andreas Achenbach, Landschaft mit Fluss (1866)

- Andreas Achenbach, Marine, ca 1835
- Alfred Chavannes, Landschaf, 1861
- Gustav Conz, Sommertag, 1859
- Fritz Ebel, Wiesental, 19e eeuw
- Paul Matthieu Gatoletti, Damenporträt, 1823
- Friedrich Peter Hiddemann, Gelage der Landsknechte, 1855
- August Kessler, Hochgebirgsee, 1856
- Marinus Adrianus Koekkoek (1807-1868), Landschaft mit Wassermühle, voor 1870
- Philipp Lindo, Bestechungsversuch, voor 1892
- Hubert Salentin, Gratulanten, 1856
- Caspar Scheuren, Dorf in Jülicher Land, 1839
- August Wilhelm Sohn, Sitzendes Kind, 19e eeuw
- August Wilhelm Ludolph Stegmann, Klosterinterieur, 1864
- Eugène Joseph Verboeckhoven,  Esel, 19e eeuw
- Félix De Vigne, Damenbildnis, ca 1840
- Félix De Vigne, Frau Caroline Erbschloe, 1844
- Félix De Vigne, Herrenbildnis, 1840
- Gustaaf Wappers, Faust und Gretchen, 19e eeuw
- Onbekende schilder, Studienkopf eines alten Mannes
- Onbekende schilder, Herrenportrait,

Het museum kocht met hulp van het Carl Erbschloe fonds tussen 1907-1921 nog verschillende werken aan. Daarna zal de devaluatie van de mark het fonds wel vernietigd hebben:
- Oswald Achenbach, Pinien, ca 1850
- Friedrich Peter Hiddemann, Knabe in Landschaft, 19e eeuw
- Joseph Anton Koch, Macbeth und die Hexen, ca 1834
- Ludwig Munthe, Flachlandschaft, 19e eeuw
- Carl Rottmann, Italienische Landschaft, 1826
- Karl Friedrich Schinkel, Erfindung der Zeichenkunst, 1830